# Nazionale maschile di canoa polo dei Paesi Bassi
La nazionale di canoa polo dei Paesi Bassi rappresenta tale nazione ai Mondiali e agli Europei. È una delle nazionali più forti, essendo campione del mondo in carica, ed avendo vinto altri due mondiali ed altri due europei, e anche un World Game.

## Piazzamento ai campionati mondiali
- 1994 : 4°
- 1996 : 6°
- 1998 : 4°
- 2000 :  2°
- 2002 :  2°
- 2004 :  1°
- 2006 :  3°
- 2008 :  1°
- 2010 : 7°
- 2012 :  1°

## Piazzamento ai campionati europei
- 1995 :  3°
- 1997 : 5°
- 1999 : 4°
- 2001 :  3°
- 2003 :  1°
- 2005 :  3°
- 2007 :  1°
- 2009 : 4°
- 2011 : 4°

## Rosa 2012
Qui sotto è elencata la rosa dei convocati (campioni del mondo) per il mondiale 2012.
- 1 Dieperink Jeroen
- 2 Vries Martijn
- 3 Hollman Bryce
- 4 Horstink Joost
- 5 Helder Sjoerd
- 7 Hallegreaff Jurjen (c)
- 8 Sjollema Jouke
- 9 Schreurs Michiel
- 10 Schagen Kasper